# Vliegshow

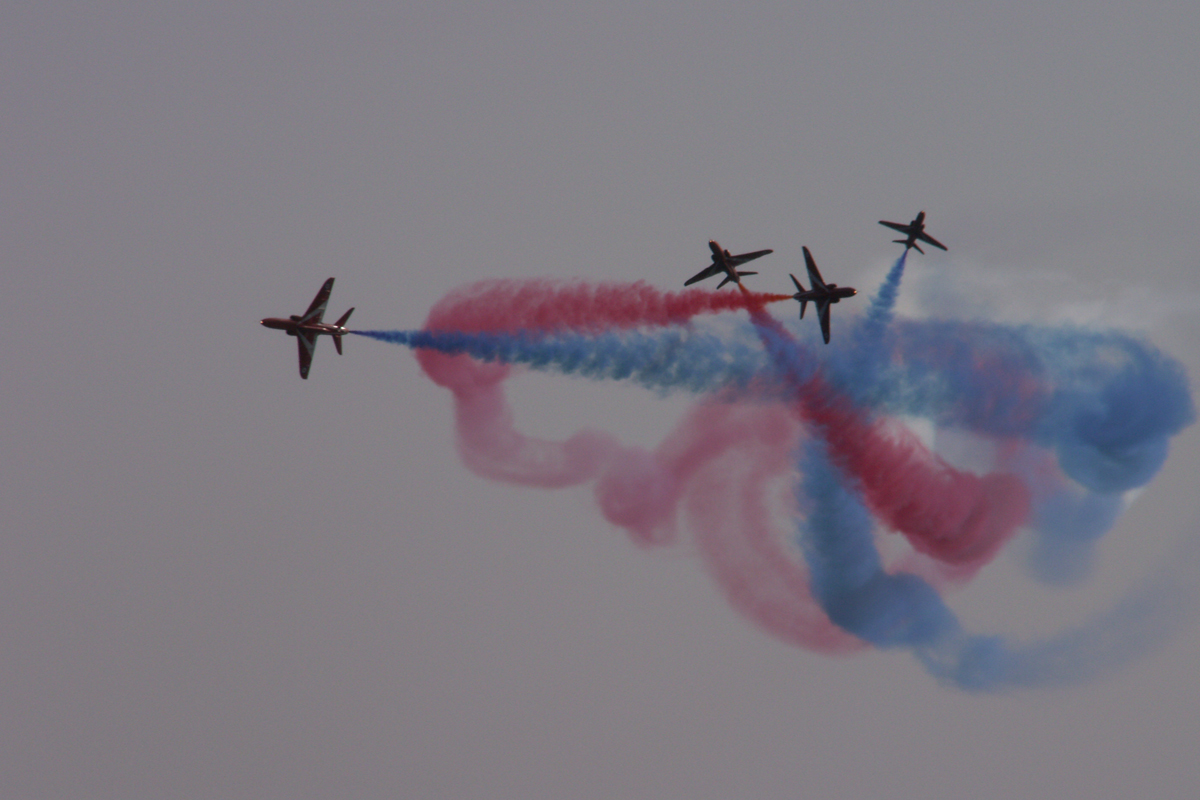
De Red Arrows in actie met gekleurde rook

Een vliegshow, luchtshow, airshow of luchtvaartvertoning (officiële benaming) is een evenement waar piloten hun vaardigheden en de capaciteiten van hun vliegtuigen tonen.
De meeste vliegshows worden uit commercieel oogpunt georganiseerd, waarbij geld wordt verdiend aan betalende bezoekers of aan bedrijven die vliegtuigen hopen te verkopen. Ook worden er veel vliegshows georganiseerd op militaire vliegbases die meestal betaald worden uit rekruteringsbudgetten, enkele anderen worden georganiseerd om geld op te halen voor goede doelen. Normaal gesproken bestaat een vliegshow uit een static show en een vliegprogramma. Op de static show kunnen bezoekers vliegtuigen van dichtbij bekijken en een praatje maken met bijvoorbeeld piloten. De vliegshow is het programma dat in de lucht plaatsvindt, allerlei demonstraties van vliegtuigen in alle soorten en maten.

## Regeling Luchtvaartvertoningen
Luchtvaartvertoningen vormen een spectaculair onderdeel van de luchtvaart. Veiligheid van vliegers, publiek en derden zijn van groot belang en daarom bestaan voorzorgsmaatregelen.
In de Regeling luchtvaartvertoningen staan de regels voor het organiseren en houden van een civiele luchtvaartvertoning. De regeling stelt eisen aan locatie en organisatie. Er gelden verplichtingen voor de organisator van de vertoning en de deelnemers. Daarbij wordt verschil gemaakt tussen shows bij vliegvelden en die boven bijvoorbeeld zee of open water. Die laatste zijn alleen onder strikte veiligheidsvoorwaarden toegestaan.
De organisator van een vliegshow is een natuurlijke persoon of vaker een rechtspersoon die de houder is van de vergunning voor de te organiseren luchtvaartvertoning. Voor iedere luchtvaartvertoning wordt door de organisator van de luchtvaartvertoning een vertoningdirecteur (display director) aangewezen. Deze vertoningdirecteur is verantwoordelijk voor de veilige en juiste uitvoering van de luchtvaartvertoning. De vertoningdirecteur moet voldoen aan bepaalde (ervarings)vereisten en moet acceptabel zijn voor de Minister van Infrastructuur en Milieu. De luchtvaartvertoningen zijn van klein naar groot in vier klassen onderverdeeld, voor de hoogste klassen zijn in Nederland maar een paar vertoningdirecteuren beschikbaar.
De volgende civiele vliegshows in Nederland vallen onder de hoogste klasse:
- Volkel in de Wolken
- Texel Airshow
- Oostwold Airshow

## Vliegshows in België en Nederland

### België
- Belgian Air Force Days, een tweejaarlijks evenement dat afwisselend op vliegbasis Kleine-Brogel en vliegbasis Florennes plaatsvindt. Het is momenteel onzeker of er een volgende editie komt. De Belgische luchtmacht concentreert haar inspanningen momenteel op de transitie naar de F-35.
- International Sanicole Airshow, een jaarlijks evenement. De enige burgerluchtvaartshow van België georganiseerd door Aeroclub Sanicole vanaf vliegveld Leopoldsburg. Het evenement duurt doorgaans twee dagen: een 'sunset airshow' bij valavond op vrijdag of zaterdag en een grote airshow op zondag.
- Ursel Avia, een fly-in met een beperkt vliegprogramma op het vliegveld van Ursel. Een volgende editie zou in 2025 plaatsvinden.
- Stampe Fly In, aanvankelijk alleen een fly-in maar in latere jaren met telkens een beperkt vliegprogramma. In februari 2025 werd aangekondigd dat er geen volgende editie meer zou plaatsvinden.

### Nederland
- Internationale Texel Airshow op Texel International Airport, driejaarlijks evenement. Sinds 2018 vond het evenement niet meer plaats. Een volgende editie van de airshow is momenteel erg onzeker. Voor 2025 staat enkel een Fly-in gepland.
- Oostwold Airshow op Vliegveld Oostwold, tweejaarlijks evenement. In 2023 werd aangekondigd dat de Oostwold Airshow definitief stopt.
- Luchtmachtdagen, De bekendste jaarlijkse vliegshow van Nederland, georganiseerd door de Koninklijke Luchtmacht. De Luchtmachtdagen worden afwisselend op de vliegbases Volkel, Leeuwarden en Gilze-Rijen gehouden. Wegens besparingen werden er geen open dagen georganiseerd in 2016, 2017 en 2018. In 2019 vonden de Luchtmachtdagen plaats op vliegbasis Volkel. Na 2019 zijn er geen luchtmachtdagen meer geweest. Of het evenement ooit nog terugkomt is hoogst onzeker. Voor 2025 zijn geen luchtmachtdagen gepland.
- VSV Breda Airshow, voorheen VSV Seppe Airshow, driemaal per vijf jaar gehouden op Breda International Airport. Na 2017 vond dit evenement niet meer plaats.
- Volkel in de Wolken, jaarlijks evenement met deelname van de Koninklijke Luchtmacht. In oktober 2017 hield dit event op te bestaan.

## Demonstratieteams
Op veel vliegshows vertonen militaire of civiele demonstratieteams hun kunsten. De Red Arrows (het team van de Britse luchtmacht), de Thunderbirds (het team van de Amerikaanse luchtmacht) en de Patrouille de France (het team van de Franse luchtmacht) behoren tot de bekendste demoteams ter wereld.
Demonstratieteams vliegen doorgaans met identieke toestellen in een groep van twee tot soms wel negen vliegtuigen. Bij militaire teams gaat het om dezelfde toestellen die in operationele context gebruikt worden maar voor de gelegenheid beschilderd zijn in speciale kleuren. Verschillende teams gebruiken gekleurde rook of 'flares' tijdens het vliegprogramma om de vliegbewegingen te accentueren. Tijdens hun vliegprogramma demonstreren ze de capaciteiten van zowel het toestel als de piloten.
Typische elementen van een vliegprogramma zijn in nauw gesloten formatie vliegen, het vliegen van figuren met meerdere toestellen en spectaculaire doorvluchten. Hoewel de vliegtuigen tijdens zo'n demonstratie erg dicht op elkaar vliegen, is het in geen geval een roekeloze onderneming. De piloten trainen jaarlijks vele uren en houden rekening met zeer strikte veiligheidsprocedures. Door het uitgesproken professionele karakter zijn ongevallen met stuntteams zeldzaam.
Civiele demonstratieteams volgen doorgaans dezelfde procedures als hun militaire tegenhangers. Veel piloten uit civiele teams zijn voormalige militaire vliegers met een grote ervaring.